# Almașu Mic de Munte
Almașu Mic de Munte – wieś w Rumunii, w okręgu Hunedoara, w gminie Balșa. W 2011 roku liczyła 64 mieszkańców.